# Kent Douglas
Kent Douglas (ur. 6 lutego 1936 w Cobalt, zm. 12 kwietnia 2009 w Wasaga Beach) – kanadyjski hokeista, obrońca, trener, zdobywca Pucharu Stanleya.
Zmarł 12 kwietnia 2009 w swoim domu na nowotwór złośliwy.

## Kariera klubowa
- Kitchener Canucks (1954–1956)
- Springfield Indians (1956)
- Owen Sound Mercurys (1956–1957)
- Winnipeg Warriors (1957–1958)
- Vancouver Canucks (1958–1959)
- Springfield Indians (1959–1962)
- Toronto Maple Leafs (1962–1967)
  -  Rochester Americans (1964, 1967)
  -  Tulsa Oilers (1967)
- Oakland Seals (1967–1968)
- Detroit Red Wings (1968–1969)
- Rochester Americans (1969–1970)
- Baltimore Clippers (1970–1972)
- Long Island Ducks (1972)
- New York Raiders (1972–1973)
- Baltimore Clippers (1973–1976)
  -  Toledo Goaldiggers (1974)

## Kariera trenerska
- Baltimore Clippers (1974–1976)

## Sukcesy
Klubowe
- Puchar Stanleya: 1963 z Toronto Maple Leafs

Indywidualne
- Eddie Shore Award: 1962
- Eddie Shore Award: 1962
- Calder Memorial Trophy: 1963
- NHL All-Star Game; 1962, 1963, 1964